# Microporellus brasiliensis
Microporellus brasiliensis är en svampart som beskrevs av Ryvarden & Decock 2002. Microporellus brasiliensis ingår i släktet Microporellus och familjen Polyporaceae.   Inga underarter finns listade i Catalogue of Life.